# Isolationnisme

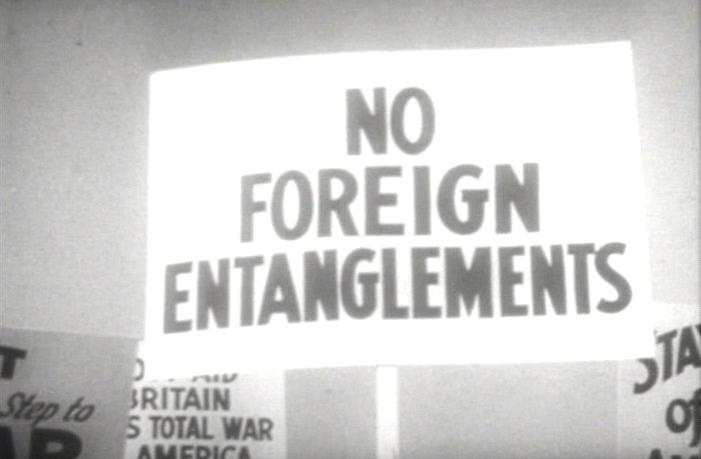
Panneau « NO FOREIGN ENTANGLEMENTS » signifiant « pas d'engagement à l'étranger »

L'isolationnisme est une doctrine de politique extérieure qui combine un non-interventionnisme militaire et une politique de patriotisme économique (protectionnisme).

## États-Unis
L'isolationnisme a longtemps été l'un des fondements de la politique étrangère des États-Unis, qui se réservèrent presque exclusivement les Amériques autour des questions coloniales, à l'exception du Liberia pour le rapatriement de ses anciens esclaves noirs. Si l'isolationnisme fut érigé en doctrine en 1823 par le président James Monroe, le mot d'isolationnisme lui-même n'apparaît dans le vocabulaire américain que dans la première moitié du XXe siècle, dans la fin des années 1930 (la première forme attestée du mot anglais « isolationism » datant seulement de 1922).
L'isolationnisme américain disparut avec l'intervention des États-Unis dans la Grande Guerre et renaquit dans les années 1920 et 1930. L'attaque de Pearl Harbor par l'empire du Japon fin 1941 lui porta un coup fatal, et ce après que la politique de droit international initiée par le président presbytérien Woodrow Wilson autour de la Société des Nations a progressivement dégradé spirituellement ladite doctrine Monroe.
Cette politique semble donc appartenir au passé au début du XXIe siècle, mais un courant marginal perdure, notamment chez certains paléoconservateurs.

## Japon
Sakoku (鎖国, litt. « fermeture du pays ») est le nom donné à la politique isolationniste japonaise, instaurée lors de l'Époque d'Edo (entre 1641 et 1868) par Tokugawa Iemitsu, shogun de la dynastie des Tokugawa. Le terme de Sakoku ne fut créé qu'au XIXe siècle.
La politique d'isolement commença par l'expulsion des ecclésiastiques et par la limitation des ports ouverts aux étrangers (Nagasaki en particulier), l'interdiction d'entrer ou sortir du territoire pour tout Japonais sous peine de mort, l'expulsion de tous les étrangers et la destruction des navires capables de naviguer en haute mer.
Le Commodore Matthew Perry contribua fortement à mettre un terme à cette politique en 1853 à la suite d'une intervention militaire dans la baie de Tokyo.
Toutefois, le Japon garda des caractéristiques culturelles isolationnistes, ayant des incidences politiques ou économiques (par exemple le syndrome des Galápagos).